# Esenintoppen
Esenintoppen är ett berg i Antarktis. Det ligger i Östantarktis. Norge gör anspråk på området. Toppen på Esenintoppen är 2 240 meter över havet.
Terrängen runt Esenintoppen är varierad. Trakten är obefolkad. Det finns inga samhällen i närheten. 